# Марија Тодорова
Марија Тодорова (рођена 1949. у Софији, НР Бугарска) бугарска је историчарка најпознатија по својој утицајној књизи „Имагинарни Балкан” у којој примењује Саидов концепт „Оријентализма” на подручје Балкана. Тренутно предаје историју на Универзитету Илиноис Урбана-Шампеин.

## Биографија
Марија Тодорова је рођена 1949. у Софији, НР Бугарска. Њен отац је Николај Тодоров, историчар и бивши председник Бугарске 1990. године. На Универзитету у Софији студирала је историју и енглеску филологију. Након специјализације у Оксфорду, Москви и Санкт Петербургу, одбранила је докторску тезу о реформистичком покрету у Османском царству у 19. веку, касније објављену под називом Енглеска, Русија и транзимат (Софија 1980. и Москва 1983). Предавала је османску и балканску историју на катедри за историју у Софији. У САД је дошла 1988. године. Ауторка је бројних и цитираних радова — за неке од њих, в. одеок бибилографија.

## Бибилографија
- Изабрани извори за историју балканских народа од XV до XIX века (Софија, 1977)
- Руђер Бошковић (Софија, 1975)
- Енглеска, Русија и транзимат (Софија, 1980; Москва, 1983)
- Енглески путописци о Балкану од XIV до XIX века (Софија, 1988)
- Историчари о историји (Софија, 1988)
- Структура породице и европска матрица: демографске тенденције у отоманској Бугарској (American University Press, 1993)[4]
- Имагинарни Балкан (Београд: Biblioteka XX vek, 2006)  134640140
- Post-communist nostalgia (Њујорк : Berghahn Books, 2010)  515260247
- Sećanje na komunizam. Žanrovi predstavljanja (Remembering Communism: Genres of Representation, 2009)
- Дизање прошлости у ваздух (Beograd: Biblioteka XX vek, 2010)
- Kosti razdora: živi arhiv Vasila Levskog i proizvođenje bugarskog nacionalnog heroja (Bones of Contention: the Living Archive of Vasil Levski and the Making of Bulgaria's National Hero, 2009)

Уредила је зборник Balkan Identities. Nation and Memory (Hurst & Company, London,2004).  512079031